# Атіла золотогузий
Аті́ла золотогузий (Attila spadiceus) — вид горобцеподібних птахів родини тиранових (Tyrannidae). Мешкає в Центральній і Південній Америці. Виділяють низку підвидів.

## Опис
Золотогузий атіла — відносно великий представник родини тиранових. Середня довжина його тіла становить 18-19 см, а середня вага — 40 г. Його голова велика, оливково-зелена, поцяткована чорними смужками. Спина каштанова або оливкова, гузка яскраво-жовта, хвіст коричневий. Крила темно-коричневі з двома жовтими смужками і світлими кінчиками пер. Білувате або жовтувате горло і жовті груди поцятковані темними смужками. Живіт білий, низ живота жовтуватий.Очі червоні. Дзьоб міцний, гачкуватий. Виду не притаманний статевий диморфізм. У молодих птахів тім'я коричневе з бахромою, очі карі.

## Підвиди
Виділяють дванадцять підвидів:
- A. s. pacificus Hellmayr, 1929 — північно-західна Мексика (від крайнього півдня Сонори до заходу Оахаки);
- A. s. cozumelae Ridgway, 1885 — острів Косумель;
- A. s. gaumeri Salvin & Godman, 1891 — півострів Юкатан і сусідні острови;
- A. s. flammulatus Lafresnaye, 1848 — від південно-східної Мексики (Веракрус) до Белізу і півночі центрального Гондурасу;
- A. s. salvadorensis Dickey & Van Rossem, 1929 — від Сальвадору до північного заходу Нікарагуа;
- A. s. citreopyga (Bonaparte, 1854) — від південно-східного Гондурасу і Нікарагуа до західної Панами;
- A. s. sclateri Lawrence, 1862 — східна Панама і північно-західна Колумбія (верхня течія річки Сіну);
- A. s. caniceps Todd, 1917 — північна Колумбія (центральна течія Магдалени і нижня течія Сіну);
- A. s. parvirostris Allen, JA, 1900 — північно-східна Колумбія (Сьєрра-Невада-де-Санта-Марта) і північно-західна Венесуела;
- A. s. parambae Hartert, E, 1900 — західна Колумбія (від Атрато до Нариньйо) і північно-західний Еквадор;
- A. s. spadiceus (Gmelin, JF, 1789) — східна Колумбія, Венесуела, Гвіана, бразильська Амазонія і острів Тринідад;
- A. s. uropygiatus (Wied-Neuwied, 1831) — узбережжя південно-східної Бразилії (від Алагоаса і Баїї до Ріо-де-Жанейро).

## Поширення і екологія
Золотогузі атіли живуть у вологих і сухих тропічних лісах, на узліссях, в саванах і галерейних лісах, в садах, на кавових і бананових плантаціях. Зустрічаються на висоті до 1500 м над рівнем моря (подекуди на висоті до 2100 м над рівнем моря). Живляться комахами, павуками, дрібними ящірками і жабами, яких ловлять на землі або серед рослинності, а також плодами (зокрема Bursera simaruba і Cymbopetalum mayanum) і насінням. Гніздо глибоке, чашоподібне, робиться з моху, листя і рослинних волокон, розміщується на висоті до 3 м над землею, серед епіфітів, між корінням або на березі струмка. В кладці 2 білуватих або рожевуватих яйця з ліловим або оранжевим відтінком. Інкубаційний період триває 14-15 днів, пташенята покидають гніздо на 17 день.

## Збереження
МСОП класифікує цей вид як такий, що не потребує особливих заходів зі збереження. За оцінками дослідників, популяція золотогузих атіл становить від 500 тисяч до 5 мільйонів птахів.